# Metallbalgkupplung

Metallbalgkupplungen für verschiedene Anwendungsfälle und mit unterschiedlichen Welle-Nabe-Verbindungen

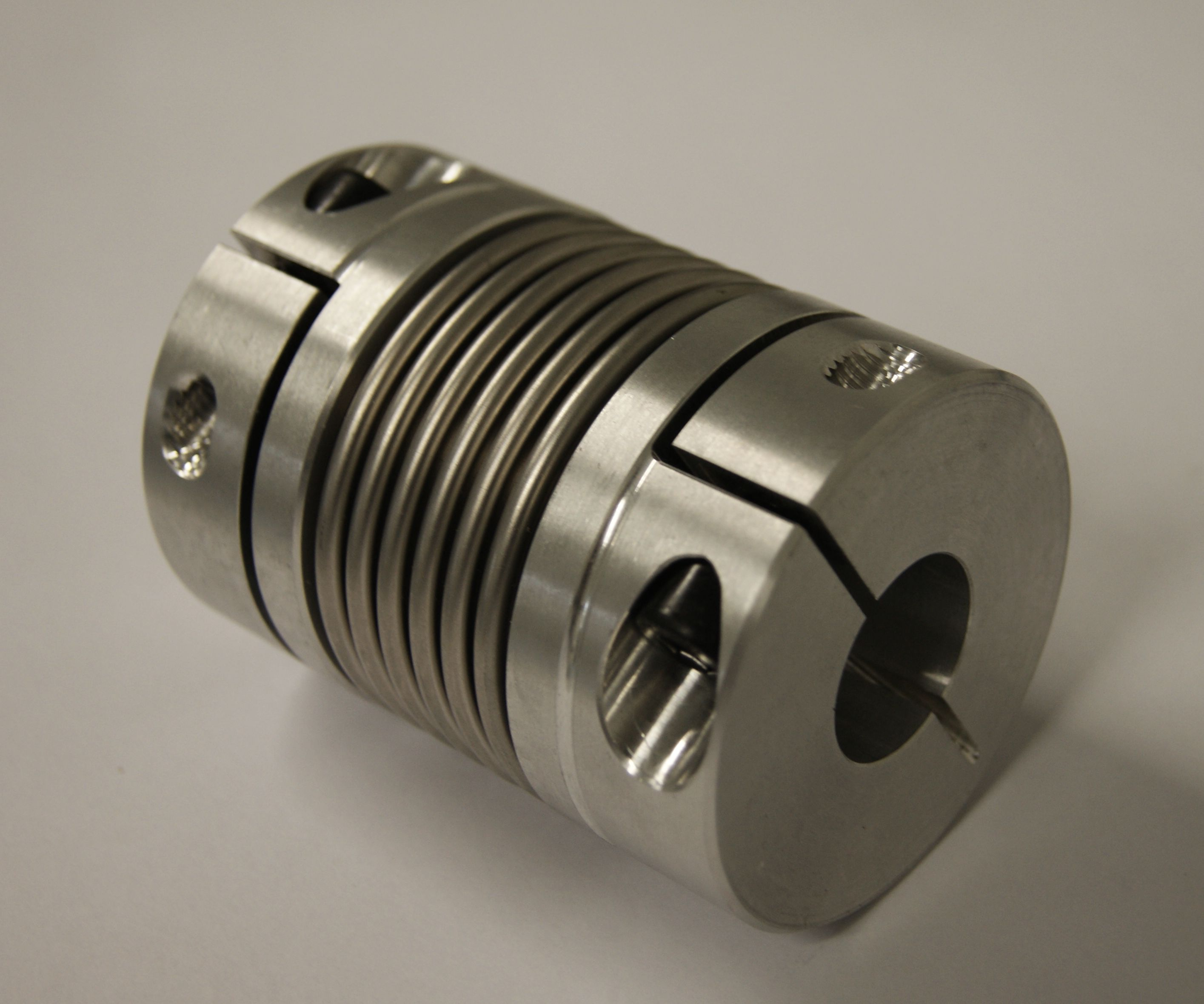
Einfache Metallbalgkupplung mit Klemmnabe

Eine Metallbalgkupplung, auch Wellrohrkupplung ist ein Verbindungselement (Kupplung), das die drehstarre, jedoch etwas achs- und winkelversetzte Verbindung zweier Wellen ermöglicht.
Sie wird in Maschinen der Fertigungs- und Automatisierungstechnik eingesetzt und zeichnet sich gegenüber Gelenkwellen durch Spiel- und Verschleißfreiheit aus.
In der Automatisierungstechnik werden sie daher als Verbindungselement für Servomotoren und Schrittmotoren und auch als Miniatur-Balgkupplung zum Beispiel für Impulsgeber, Servo-Potentiometer oder Tachometer-Wellen eingesetzt.
Die besondere geometrische Form des Balges garantiert eine hohe Torsionsfestigkeit. Sie ermöglicht gleichzeitig einen Ausgleich von axialem, radialem und winkligem Wellenversatz. Die Bälge bestehen meist aus Edelstahllegierungen, manchmal auch aus Kunststoff oder Nickel. Die Verbindung der Wellrohrkupplung mit den Wellen erfolgt hauptsächlich kraftschlüssig, z. B. mit Buchsen und Klemmschrauben.
Formschlüssige Verbindungen mittels Passfeder, Keilwellen oder anderen Verzahnungselementen eignen sich nicht, da sie nur bedingt spielfrei sind.
Kompakte Maschinenkonstruktionen mit wenig Einbauraum oder schwer zugängliche Stellen bedürfen oftmals des Einsatzes steckbarer Kupplungen, die eine hohe Verdrehsteife und Übertragungsgenauigkeit gewährleisten.
Merkmale und Eigenschaften einer Metallbalgkupplung sind:
- Ausgleich von Achsversatz mit geringen Rückstellkräften
- absolute Spielfreiheit
- geringes Massenträgheitsmoment
- verschleißfrei und lebensdauerfest
- bei geeignetem Werkstoff elektrisch isolierend
- Temperaturbereich von −30 °C bis +300 °C (Edelstahl, Nickel)
- einfache, schnelle Montage
- sichere Drehmomentübertragung auch bei hohen Drehzahlen